# Sigurd Rushfeldt
Sigurd Rushfeldt (ur. 11 grudnia 1972 w Vadsø) – norweski piłkarz grający na pozycji napastnika.

## Kariera klubowa
Rushfeldt pochodzi z miasta Vadsø. Tam też rozpoczynał piłkarską karierę w klubie Vadsø Turnforening, a następnie w Norild IL. W 1992 roku przeszedł do pierwszoligowego Tromsø IL i już w 1993 roku był podstawowym zawodnikiem drużyny. W 1995 roku został wypożyczony do angielskiego Birmingham City, ale w Division One nie zdobył gola w 7 spotkaniach i powrócił do Tromsø, z którym zdobył Puchar Norwegii. W 1997 roku przeszedł do najbardziej utytułowanego klubu w kraju, Rosenborga Trondheim i został po raz pierwszy w karierze mistrzem Norwegii, a także z 25 golami wywalczył tytuł króla strzelców Tippeligaen. Zadebiutował też w fazie grupowej Ligi Mistrzów. W 1998 roku zdobył 27 goli i drugi raz z rzędu został najlepszym strzelcem ligi oraz mistrzem kraju. Natomiast w 1999 roku sięgnął z Rosenborgiem po dublet.
W tym samym roku Sigurd przeszedł do hiszpańskiego Racingu Santander. W Primera División zadebiutował 21 sierpnia 1999 w wygranym 2:1 wyjazdowym meczu z Valencią. W Racingu nie był już tak skuteczny jak w Norwegii i zdobył tylko dwie bramki (w meczach z Numancią i Betisem). W sezonie 2000/2001 strzelił 3 gole, a Racing zajmując przedostatnią pozycję spadł do Segunda División. Po degradacji klubu Rushfeldt został do końca roku wypożyczony do Rosenborga, z którym znów został mistrzem kraju.
W grudniu 2001 roku Rushfeldt został sprzedany za 1,8 miliona euro do Austrii Wiedeń i w swoim pierwszym sezonie stworzył atak z Christianem Mayrlebem. Z Austrią zajął 4. miejsce w lidze, ale już w 2003 roku został mistrzem kraju zdobywając 5 goli w lidze oraz zdobył Puchar Austrii. W 2004 roku został z Austrią wicemistrzem ligi, a także wicekrólem strzelców (strzelił 25 goli, o 2 mniej niż król strzelców Roland Kollmann z Grazer AK). W sezonie 2004/2005 znów zdobył puchar, a w 2006 roku wywalczył z Austrią dublet.
Latem 2006 Sigurd wrócił do Norwegii i został piłkarzem Tromsø, w którym stworzył atak z Ole Martin Årst (grał z nim w ataku za czasów pierwszej przygody z tym klubem), a po jego odejściu w 2007 roku do IK Start partnerem Rushfeldta został Morten Moldskred. W 2011 zakończył karierę.
| Sezon   | Klub             | Kraj      | Rozgrywki        | Mecze | Bramki |
| ------- | ---------------- | --------- | ---------------- | ----- | ------ |
| 1992    | Tromsø IL        | Norwegia  | Tippeligaen      | 16    | 4      |
| 1993    | Tromsø IL        | Norwegia  | Tippeligaen      | 21    | 9      |
| 1994    | Tromsø IL        | Norwegia  | Tippeligaen      | 22    | 13     |
| 1995    | Tromsø IL        | Norwegia  | Tippeligaen      | 16    | 8      |
| 1995/96 | Birmingham City  | Anglia    | Division One     | 7     | 0      |
| 1996    | Tromsø IL        | Norwegia  | Tippeligaen      | 22    | 15     |
| 1997    | Rosenborg BK     | Norwegia  | Tippeligaen      | 25    | 25     |
| 1998    | Rosenborg BK     | Norwegia  | Tippeligaen      | 26    | 27     |
| 1999    | Rosenborg BK     | Norwegia  | Tippeligaen      | 23    | 22     |
| 1999/00 | Racing Santander | Hiszpania | Primera División | 25    | 2      |
| 2000/01 | Racing Santander | Hiszpania | Primera División | 18    | 3      |
| 2001    | Rosenborg BK     | Norwegia  | Tippeligaen      | 10    | 6      |
| 2001/02 | Austria Wiedeń   | Austria   | Bundesliga       | 16    | 11     |
| 2002/03 | Austria Wiedeń   | Austria   | Bundesliga       | 25    | 5      |
| 2003/04 | Austria Wiedeń   | Austria   | Bundesliga       | 33    | 25     |
| 2004/05 | Austria Wiedeń   | Austria   | Bundesliga       | 30    | 19     |
| 2005/06 | Austria Wiedeń   | Austria   | Bundesliga       | 33    | 9      |
| 2006    | Tromsø IL        | Norwegia  | Tippeligaen      | 13    | 7      |
| 2007    | Tromsø IL        | Norwegia  | Tippeligaen      | 21    | 8      |
| 2008    | Tromsø IL        | Norwegia  | Tippeligaen      | 22    | 8      |
| 2009    | Tromsø IL        | Norwegia  | Tippeligaen      | 25    | 9      |

## Kariera reprezentacyjna
W reprezentacji Norwegii Rushfeldt zadebiutował 5 maja 1994 roku w przegranym 0:2 towarzyskim meczu ze Szwecją. W tym samym roku został powołany przez selekcjonera Egila Olsena na Mistrzostwa Świata w USA, na których wystąpił jedynie w przegranym 0:1 spotkaniu z reprezentacją Włoch. 14 maja 2002 zdobył pierwszego gola w kadrze w wygranym 3:0 sparingu z Japonią. Łącznie w norweskiej kadrze rozegrał 38 spotkań i strzelił 7 goli.

## Ciekawostka
W czerwcu 2010 r. Sigurd Rushfeldt rozegrał w Tromsø pokazową partię szachową z ówczesnym liderem światowej listy rankingowej FIDE, Magnusem Carlsenem. Wydarzenie to było transmitowane przez telewizję norweską, natomiast sama partia, w której Carlsen miał białe bierki i 2 minuty czasu do namysłu, a Rushfeldt – bierki czarne i 5 minut, zakończyła się łatwym zwycięstwem szachisty po 22 posunięciach.